# Тюркська міфологія

Структура Всесвіту на шаманському бубні. Світове дерево знаходиться у центрі і з'єднує три світи: підземний, земний і небесний

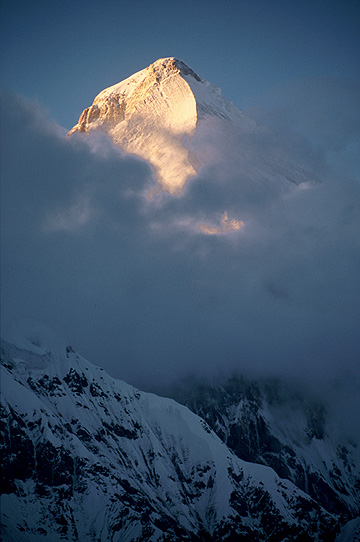
Пік Хан-Тенгрі (6 995 м) на кордоні між Киргизстаном і Казахстаном

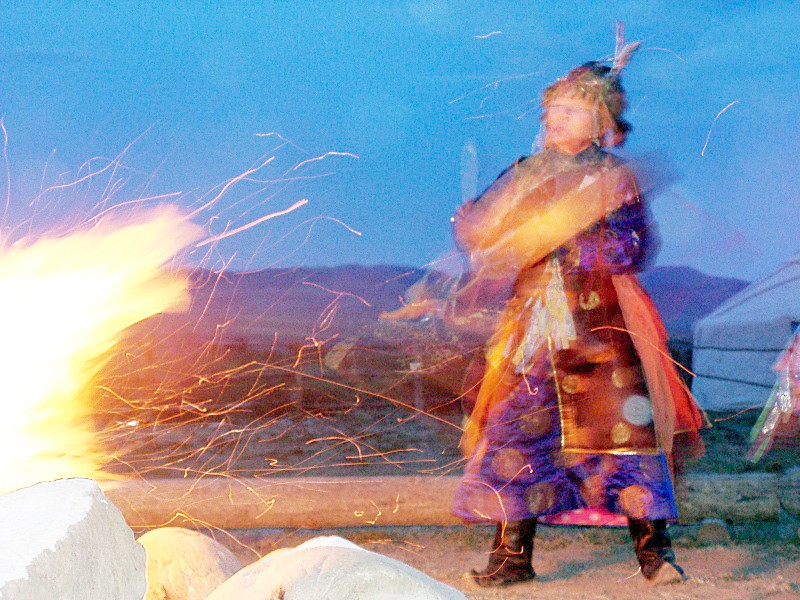
Камлання тувинського шамана (Росія)

Тюркська міфологія – сукупність міфологічних систем народів, що говорять тюркськими мовами (турків, азербайджанців, туркменів, казахів, киргизів, узбеків, уйгурів, ногайців, татар, каракалпаків, кумиків, карачаївців, балкарців, башкирів, чувашів, алтайців, тувинців, шорців, хакасів, якутів, гагаузів, караїмів, кримчаків, жовтих уйгурів та ін.).

## Історичні джерела про давньотюркські вірування
Одним із джерел формування тюркської міфології стали міфологічні уявлення стародавніх тюрків. 
Міфологія стародавніх (орхонських) тюрків відома лише у фрагментах, збережених у давньотюркських рунічних і сходомовних пам'ятках 6-10 ст., китайських,  арабських, іранських та інших джерелах. Згідно з написами на честь Більге-кагана і Кюль-тегина, спочатку створено «блакитне небо» й  «буру землю»,  а потім між ними виникли «сини людські». У давньотюркських єнісейських пам'ятках «блакитне небо» названо «дахом над світом, де щодня народжуються сонце й місяць. Особливо шанували сонце, що народжувалося.  Двері  каганського шатра, за повідомленнями  чужинців, були відкриті на схід - убік, де сходить сонце. Серед інших шанованих небесних об'єктів китайське джерело згадує «сім планет». 
Земну  твердь  у  орхонських написах змальовано як простір, що обмежений з чотирьох боків і має чотири  кути. Вона населена «синами людськими», ідентичними тюркам. У «Книзі ворожінь» (10  ст.) згадано «три  буття (світу)», мабуть, їм відповідають три світи — верхній, середній і нижній у міфологіях тюркомовних і монгольських  народів. У каменеписаних пам'ятниках Орхона натяками згадується міф про космічну катастрофу як час, коли «небо вгорі тиснуло, а земля внизу розверзалась» або «коли небо й земля були в розладі». Повніше зберігся варіант міфу в «Книзі ворожінь»: у цей час «угорі була імла, внизу був прах»;  звірі, птахи й люди  «збилися зі шляху»; цей стан тривав три роки і припинився «за милістю неба».

## Пантеон давньотюркських богів

### Найвищі божества
Найвище божество  - Тенгрі (небо), що належить верхньому світу. На відміну від неба – частини космосу - його не йменують «кьок» («блакитне небо», «небо») й «калик» («небесне склепіння», «ближнє небо»). Тенгрі, іноді разом з іншими божествами, порядкує всім у світі й, зокрема, долями людей:  «розподіляє строки (життя)», дарує каганам владу, посилаючи їх народу, й мудрість, карає тих, що погрішили проти каганів, «наказуючи» кагану, розв'язує державні та військові справи [согдомовний Бугутський напис (6 в.) згадує про постійні «питання» кагана до бога (богам)]. Тенгрі неявно антропоморфний: наділений деякими людськими почуттями, словесно виражає свою волю.    
Явніше небо персоніфіковано в міфології західно-тюркських племен Хозарського каганату. Вірменський автор Мойсей Каганкатваці називає головним богом північнокавказьких хозарів Тенгрі-хана. Він «жахливий величезний герой», «дикий велетень»; йому присвячували високі дерева й приносили в жертву коней.
Умай — богиня родючості, втілювала жіноче начало. Певно, саме її албанський єпископ Ісраель (7  в.) іменує Афродітою. У давньоуйгурських текстах 10 ст. вона називалася «добродійною Умай - царицею». Разом з Тенгрі вона протегує воїнам (напис Тоньюкука). Каган своєю зовнішністю подібний Тенгрі, а його дружина-цариця (катун) - Умай. Звідси можна зробити висновок, що існував міф про божественне подружжя Тенгрі та Умай, земною іпостассю якої була царська пара. Можливим іконографічним утіленням цього міфу є сцена, зображена на т.зв. «Кудиргинському валуні»: тюркські воїни поклоняються жахливо величезній і грізній личині (Тенгрі), жінці в трирогому головному уборі й багатому наряді (Умай) та їхньому нащадкові. 

### Божества середнього світу
Головне божество середнього світу — «священна земля — вода» («ідук Єр-суб», Єр-су). Це божество ніде не згадане відособлено, воно разом із Тенгрі та Умай протегує тюркам і карає грішників. Візантійський історик 7 в. Феофілакт Сімокатта пише, що тюрки «співають гімни землі»; Мойсей Каганкатваці повідомляє про хозарських «чародіїв», що закликають землю, про жертовні приноси землі й воді. У китайських джерелах згадано священну гору тюрків, що називалася «бог землі». 

### Божества нижнього світу
У давньотюркських єнісейських текстах і «Книзі ворожінь» кілька разів згаданий Ерлік, бог — владика нижнього світу, що розлучає людей, ворожий верхньому світу. У давньоуйгурських текстах він іменується Таму-Еркліг-хан («пекельний Еркліг-хан»). У єнісейських написах разом з Ерклігом згадується Бюрт — бог швидкої смерті. Можливо, посланцями Тенгрі є згадувані «Книгою ворожінь» бог шляхів на рябому коні і бог шляхів на вороном (коні) (про поклоніння тюрків якимсь «богам шляхів» пише і Мойсей Каганкатваці).

## Генеалогічні міфи
Генеалогічні міфи відносяться до найархаїчнішого тотемістичного пласта давньотюркської міфології. Найдавніший міф про походження племені тюрк (ашіна), відомий у двох варіантах і зафіксований (із слів тюрків) у китайських записах середини VII ст. (обидва варіанти можуть бути зведені до загального прототипу). 
Згідно з основною версією, предки тюрків, що жили на краю великого болота, були винищені китайцями. У живих залишився лише поранений ворогами десятирічний хлопчик, якого вигодувала вовчиця Асена, що стала потім його дружиною. Ховаючись від ворогів (що убили все-таки хлопчика), вовчиха біжить у гори, північніше Гаочану. Там, в печері, вона народжує десятеро синів. Сини вовчихи одружуються на жінках з Гаочану і засновують свої роди. Ім'я одного з синів — Ашини — стало назвою його роду. Згодом число родів збільшилося і Ашіна став вождем племені. Його нащадок, Асянь-шад, вивів плем'я з печери і поселився на Алтаї, де плем'я стало називатися тюрк. 
У іншому варіанті міфу згадані нащадки вовчиці і серед них плем'я «білого лебедя» і плем'я киргизів. Міф про походження царського племені уйгурів, яглакар, називає як родоначальників вовка і хуннську царівну. Генеалогічний міф уйгурського племені едизів, який зберігся в пізній передачі, оповідає, що їх родоначальниками були священні дерева (порівн. шанування у хозарів Тенгрі-хана у вигляді високих дерев). Серед родоначальників давньотюркських племен зустрічаються також бик та олень.

## Демонологія
На рівні нижчої міфології, очевидно, була поширена віра в шкідливих духів (ел, ек), духу-хранителя кут (уособлення душі), духів — господарів окремих урочищ і місць (Еє). Посередником між людьми і світом духів виступав шаман (кам; певні вказівки джерел на існування шаманства у давньотюркських племен — єнісейських киргизів — відносяться до 8—10 ст.).

## Пережитки вірувань тюркомовних народів
- Найблизькіші міфологічні переконання алтайців, шорців і хакасів. Давньотюркська традиція бере свій початок від пережитків шанування неба, якому здійснювалися жертвопринесення, духів єр-су, Умай, уявлення про життєву силу (душу) кут (хут). За уявленнями алтайців, головні добрі божества і духи на чолі з Ульгенем мешкають у верхньому світі, на землі живуть люди, добрі божества Єр-су (які людям ближче за небесних богів), родові божества і духи-покровителі, а в   нижньому світі — чудовиська, духи і божества, що шкодять людям (головний з них — Ерлік), туди ж переселяються померлі. Тӧси — родові божества, але цим терміном позначалися і багато інших духів, зокрема духи — покровителі шаманів. Часто родові тӧси, наприклад Каршит (Харшит), Карагуш (Карагуш-хан), Бурча-хан, Пахтуган, Ураган, Яжил-хан, Киргис-хан, Абаган (Абуган), Тазаган та ін. вважалися синами Ульгеня (деякі з цих імен збігаються з назвами шанобливих алтайцями «родових» гір). Одним з джерел родових культів було шанування духів — господарів (еє) гір, долин, льодовиків, річок, джерел тощо.

- Пантеон хакасів не був такий розвинений. Духи розділялися на «чистих»,  добрих (ариг тӧс, головний, — улуг тӧс), і «чорних», злих (чобал тӧс,  хара тӧс), з якими бореться шаман. Як й у алтайців, шанувалися численні духи — господарі місцевостей, наприклад, гір і тайги («таг-еези»), річок («суг-еези»), озер («кель-еези») тощо. Вважалося, що вони живуть сім'ями, зазвичай невидимі, але іноді приймають зовнішність людини або тварини.

- У тувинців владика верхнього світу — бурхан (бог) Курбусту (його ім'я, мабуть, походить від іранського Ахурамазда, або монгольського Хармуста). Владика підземного (темного) світу  — Ерлік-хан, якому служать духи ерліки (ерлікени, іноді — ельчі). У середньому світі живуть люди, а також надприродні істоти, від яких залежить їх життя: добрі духи еерени, духи — господарі місць (у їх числі дуже впливові духи води і вогнища; житло «господаря тайги», т.зв. шаманське дерево, кожен тувинський рід почитав як родову святиню), а також деякі злі духи кара-бук (іноді — бук,     пук), аза, албис, шулбу, кайбин-ку, четкер, чилбига тощо.  Духи  аза,  шулбу  і четкер, очевидно,  монгольського походження, принесені з буддизмом.

## Вплив інших міфологічних систем на вірування тюркомовних народів
Вплив буддизму на міфологію тувинців позначився в існуванні терміну «бурхан», шануванні, як особливих ееренів, килимків із зображенням Будди тощо. З духами верхнього і середнього світів (ееренами) спілкувалися т.зв. білі шамани, а з духами темного миру — чорні. Духи — помічники шамана називалися, як й інші добрі духи, ееренами, причому багато хто з  них  був  пов'язаний  не тільки з шаманським культом, а представляли об'єкт загального шанування. Деякі  еерени з‘являлися в людській зовнішності   (наприклад,  духи померлих предків), а велика частина — в образі диких звірів, риб, іноді — рослин,  дерев.     Можливо, ці уявлення сходять до тотемізму 

Неофіційний прапор гагаузів із зображенням вовка. Блакитний колір - символ неба (Тенгрі)

Міфологія караїмів і кримчаків у своїй основі юдаїстична. 
Міфологічні уявлення гагаузів в основному християнські, але були піддані впливу інших міфологічних систем. Із стародавніми переконаннями населення Східної Європи і Малої Азії зв'язані образ демона кара-конджо (порівн. з турецьким конджолосом, кара-конджолосом — духом, що поганить взимку судини, і болгарським кара-конджо), а також шанування вовка (згідно з поширеним міфом, колись людині-гагаузові вдалося перемогти кульгавого вовка, якому бог призначив з'їсти цю людину). Мусульманізовані риси прийняли стародавні місцеві уявлення про трьох святих [старенька (старий) - середа, старенька (старий) - п'ятниця і старенька (старий) – неділя], які з’являються до тих, хто працює або п'янствує у свято і докоряють, а іноді карають порушників звичаю, про духи — покровителів споруд тилисим. Широко застосовується мусульманська термінологія: аллах (бог), курбан (жертва), шайтан (біс), Хедрелес (святий Георгій) тощо. Деякі образи перекликаються із слов'янськими (духи русалі, божество Додола, які позбавляють розум). З тюркомовним середовищем пов'язане існування міфологічних сюжетів про велетнів тепегьоз, духів — господарів окремих місць, а також про іранські за походженням образи парі, девов, аждарха.   Повір'я про злі духи обур, мабуть, указують на зв'язок гагаузів з угро-фінським середовищем. 
Жовті  уйгури,  що живуть  в  Китаї (у     провінції     Ганьсу), сприйнявши буддизм і деякі монгольські уявлення, зберегли    і    багато елементів язичницької міфології, зокрема пов'язаний із шаманським культом пантеон, представлений в основному небесними божествами, яких вони в ієрархічній послідовності розташовували на небозводі. Верховний бог їхнього пантеону — Кан-тенгир (тобто цар-божество), вважався родоначальником шаманства.